# Ивашково (Весьегонский район)
Ивашково — деревня в Весьегонском муниципальном округе Тверской области.

## География
Деревня находится в северо-восточной части Тверской области на расстоянии приблизительно 26 км на юг по прямой от районного центра города Весьегонск.

## История
Возрождена была на месте одноименной пустоши карелами-переселенцами в первой трети XVII века. Дворов (хозяйств) было 14 (1859 год), 18 (1889), 30 (1931), 34 (1963), 12 (1993), 6 (2008),. До 2019 года входила в состав Чамеровского сельского поселения до упразднения последнего. Ныне опустела.

## Население
Численность населения: 81 человек (1859 год), 94 (1889), 125 (1931), 96 (1963), 18 (1993),, 18 (89 % русские) в 2002 году, 5 в 2010.